# 네이버 웹툰 목록
다음은 네이버 웹툰에서 연재했거나 연재중인 웹툰  목록이다. 또한 이 문서는 첫 연재 연도를 기준으로 오래된 순으로 분류했다.

## 목록(2005 ~ 2009)

### 2005년
- 골방환상곡 - 워니
- 사랑in - 전세훈
- 바나나걸 - 김진태

### 2006-2008년
- 노블레스 - 손제호 (2007~2019)
- 히어로 메이커 - 빤스
- 마음의소리 - 조석
- 와탕카 - 우주인
- 타투 - 노지현
- 펫다이어리 - 요한/김혜진
- 까뱅 - X-TEAM
- AA - 선정, 지숙
- 도자기 - 호연
- 체스아일
- 탐구생활2
- 식스센스
- 트라우마 - 곽백수
- 제로
- 태왕광개토
- 취업의 소리
- TLT (Tiger the Long tail)
- 에피소드메이비
- 와탕카2
- 향수 - 석우
- 3단합체 김창남 - 하일권
- 미스테리호러지하철 - 단우

### 2009년
- N의등대-thecalling
- 놓지마 정신줄 - 신태훈
- N의등대-도망자
- 핑크레이디 - 연우, 서나
- 내가 결혼할 때까지
- 창위의일루젼
- 기계전사109
- 탐구생활3
- 슈퍼트리오
- N의등대-눈의 등대
- 고향의꽃
- 러브판타지페이퍼
- 플루타크 영웅전
- 번개기동대 2009
- 로봇빠찌
- 나는 어디에 있는 거니
- 우월한 하루 - 아루아니와 칸비
- 새끼손가락
- 두근두근두근거려
- 쎈놈
- 나이트런
- 비흔 - 정재한, 황영찬 (2009~2013)

## 목록(2010~2019)

### 2010년
- 가족사진 - 정병식
- 연
- 펫다이어리2
- 원미동 백수
- 블라인드
- 고인돌나라의 야물
- 제주구슬할망
- 색으로 말하다
- 므시미르
- 황금짱순이
- 겨울동화
- 권번기생 비밀의 기억
- 악연
- 와라편의점 the animation
- 반월
- 판타스틱 어른백서
- 탐구생활4
- 몽타주
- 17살, 그 여름날의 기적
- 연옥님이 보고계셔
- 스마일브러시
- 구름의 노래 - 호랑
- 패밀리맨 - 정필원
- 나이스진타임 - 김진
- TLT 시즌2
- 싸우자귀신아 - 임인스
- 심장이뛰다
- 소설가J
- 와일드와일드워커스 - 김진태
- 피터팬날다
- 공부하기 좋은 날
- 의령수
- 증거
- 거상 김만덕
- 심부름센터 K
- 동경소녀

### 2011년
- 2011 미스테리 단편
- 열아홉스물하나
- 안나라수마나라
- 미호이야기
- 입시명문사립 정글고등학교
- 키스우드
- 열쇠줍는아이
- 보톡스
- 그린스마일
- 쎈놈 외전
- 혜성같은 소년
- 흐드러지다
- 리턴
- 징글정글
- 견우와 직녀
- 바이올린처럼.
- 살인장난감
- 뷰티풀 게임
- 갓 오브 하이스쿨
- 묵회
- 삐뚤빼뚤해도 괜찮아
- 은하연인전
- 테제
- 프로젝트 X
- 스마일 브러시, 오래된 사진.
- 스토커
- 불량 뱀파이어
- 멜로홀릭
- 굿모닝 스페이스
- 잉잉잉
- 까치 우는 날
- 정열맨
- 단편 할머니/나는내일죽는다
- 연민의 굴레
- 어서오세요.305호에
- 단군할배요
- 롤랑 수도원사건일지
- 다욤이의 다이어트 다이어리
- 레드초콜릿
- 남기한 엘리트 만들기
- 지금 우리 학교는
- 세개의시간
- 우연일까?
- 수사9단
- 지원

### 2012년
- 야! 오이
- 폭풍의 전학생
- 지상 최악의 소년
- 아론의 무적함대
- LOST
- 요리대마왕
- 콘스탄쯔 이야기
- 봄이여 오라
- 목욕의 신
- 얼룩말
- 마스코마스코
- 세렌디피티
- 나란의사 그런의사
- 뜨거운 것이 좋아
- 유토피아
- 연애세포
- 블라인드 메르헨
- 그런지
- 코믹맨 블루스
- 부토
- 커피우유신화
- 고시생툰
- 아이고 (IGO)
- 멍순이
- 키드갱
- 폭풍의 전학생 - 리부트
- 별의 유언
- 국가의 탄생
- 슈퍼트리오 시즌2
- 질풍기획
- MODERN BOYS
- 자율공상축구탐구만화
- 플라스틱 걸
- 실질객관동화
- 투명살인
- wish-마녀의 시간
- 초록인간
- 한섬세대
- 리버스
- 봉봉오쇼콜라
- 절벽귀
- 아스란 영웅전
- 연 시즌2
- 신과함께
- 비바 산티아고
- 악당의 사연
- 크레이지 커피 캣
- 아부쟁이
- 방울토마토
- 특수 영능력 수사반
- 옆집 화랑
- 진진돌이 에볼루션
- 오란씨 100
- S라인
- 삼봉이발소
- 한 살이라도 어릴 때
- 은하수의 히치하이킹
- 웨스트우드 비브라토
- MLB카툰
- 후유증
- 이말년 씨리즈
- 스쿨홀릭
- 스마트폰 게임 개발 이야기

### 2013년
- 2013 전설의 고향
- 연애혁명
- GM
- 용의 아들 최창식
- 조의 영역
- 길에서 만나다
- 내 어린고양이와 늙은 개
- 고삼이 집나갔다
- 인간의 숲
- 꽃밭에솔
- 죽음에 관하여
- 스펙트럼 분석기
- 러브슬립
- 경운기를 탄 왕자님
- 달콤한 인생
- 무한동력
- 비흔
- 일상날개짓
- 그린보이
- 닭통령 계양반
- 오늘의 낭만부
- 패션왕
- 아는사람 이야기
- 인형의 기사
- 개판
- 기타맨
- 사랑을 연기하다
- 우주전함 몰라몰라
- 소년전(Limit)
- 사랑일까?
- 달빛머리
- 킬러분식
- 나의 목소리를 들어라
- 새벽9시
- 카오스어택
- 삵의 발톱
- 레사
- 페르샤
- 타임인조선
- 진진돌이 제로
- 레인보우 로즈
- 사랑의 아쿠아리움
- 바람의 색
- 위아더 능력자!
- 아빠를 찾습니다
- 쌉니다 천리마마트
- 선천적 얼간이들
- 움비처럼
- 수업시간그녀
- 영웅열공전
- 기태류
- 아이들의 권 선생님
- 월남특급
- 네로의 실험실
- 맛집남녀
- OH, MY GOD!
- 미숙한 친구는 G구인
- 방과후 전쟁활동
- 아랫집 시누이
- 고고루키루
- 내일은 웹툰

### 2014년
- ENT.
- 기사도
- 오렌지마말레이드
- 키드갱 시즌2
- 라이징패스트볼
- 어빌리티
- 소나기야
- 그날의 생존자들
- 낢이 사는 이야기
- 좀비를 위한 나라는 없다
- 한줌물망초
- 악플게임
- 국립자유경제 고등학교 세실고
- 빵점동맹
- 모던패밀리
- 그녀는 흡!혈귀
- 새와 같이
- 판타지스케치 - 더 게임
- 네가 없는 세상
- 에이머
- 코끼리를 끌어안는 방법
- 우리의 이상한 여행
- 실질객관영화
- 죄의 파편
- 와라! 편의점
- 너와 너 사이
- 아이들은 즐겁다
- 열무가 익어간다
- 기적! 우리에게 일어난 일들
- 피리부는 남자
- 투엔티스
- 드레곤레시피
- 은주의 방
- 섀도우
- 강시대소동
- 헬로 미스터 테디
- 어른스러운 철구
- 레드카펫
- 금요일
- 시타를 위하여
- 버프소녀 오오라
- 꽃가족
- 소년들은 무엇을 하고 있을까
- 미쳐 날뛰는 생활툰
- 운빨로맨스
- 아프니까 병원이다
- 출격!반보트
- SM 플레이어
- 외모지상주의

### 2015년
- 언더프린
- 미결
- 리즌
- 싸귀2: 퇴마록
- 뱀파이어
- 미선 임파서블
- 빙의
- 모두에게 완자가
- 퇴마전쟁
- 혈액형에 관한 간단한 고찰
- 파라다이스
- 오늘 밤은 어둠이 무서워요
- 스튜디오 짭쪼롬
- 격투기특성화사립고교 극지고
- 질풍기획 시즌2
- 노네임드 (NoNameD)
- 딥 (DEEP)
- 불만시대
- 씌가렛뎐
- 플로우
- 붉은 실
- 언더프린
- 여탕보고서
- 헬퍼
- MY OH
- 궁 외전: 별신의 밤
- 모두에게 완자가
- 일사부재리
- 재앙은 미묘하게
- 제페토
- 차차차
- 프린세스
- 지새는 달
- 찌질의 역사
- 피아노
- 영수의 봄
- 용이산다
- 독신으로 살겠다
- 일등당첨
- 모디파이
- 버퍼링
- 시간의 섬
- 모태솔로수용소
- 신령
- 2015 소름
- 2024
- 크레이터
- 우리 헤어졌어요
- 프린스의 왕자
- 늘 푸른 찻집
- 스페이스 차이나드레스
- 시큼새큼
- 고고고
- 나처럼 던져봐
- 일렉트로맨
- 밈의 스마트 라이프
- 선생님이 간다!
- 북적북적 패밀리
- 그린링 에코콩
- 달려라!메리
- DK9
- 가우스 임파서블
- 두근거려요
- 웃지 않는 개그반
- 장미아파트 공경비
- 저승에서 만난 사람들
- 조석축구만화
- 치즈인더트랩
- 지옥캠프 단편선 시즌5
- 천국의 신화
- 나는 너를 보았다
- 문아
- 안 돼요 마왕님!
- 힘내요, 달마과장!
- 미래소녀
- 본격금연권장만화
- 낚시신공
- 낢이 사는 이야기
- 바람이 머무는 난
- 블랙시저스
- 리얼주주
- 심연의 하늘
- 페르샤 시즌2
- 언더클래스 히어로
- 공주는 잠 못 이루고
- 데드데이즈(DEAD DAYS)
- Ho!
- 남과 여
- 슈퍼 시크릿

### 2016년
- 2015 사이
- 2016 비명
- 아이덴티티
- 체크포인트
- 마녀사냥
- 철벽! 연애 시뮬레이션
- 화이트멜로우
- 천적
- 오민혁 단편선
- 이말년 서유기
- 천년구미호
- 레코닝
- 러브슬립 2부
- 크리퍼스큘
- 샌프란시스코 화랑관
- 3P
- 매지컬 고삼즈
- 제로게임
- 투명한 동거

### 2017년
- 문유
- 홍시는 날 좋아해!
- 어글리후드
- 치즈범벅
- 이런 영웅은 싫어
- 스위트홈
- 오늘도 사랑스럽개

### 2018년
- 아메리카노 엑소더스
- 검은 마법사 Origin
- 여신강림
- 바른연애 길잡이
- 재혼 황후

### 2019년
- 9등급 뒤집기
- 대학일기
- 찬란하지 않아도 괜찮아
- 열대어
- 윈드브레이커
- 요괴 대전
- 판타지 여동생
- 후덜덜덜 남극전자
- 결계녀
- 파도를 찾아라!
- 사라지다
- 구구까까
- DOLL 체인지
- 수학 잘하는 법
- 개를 낳았다
- 고교생을 환불해 주세요
- 다이스
- 백수세끼
- 화이트 블러드
- 윌유메리미
- 신석기녀
- 닭강정
- 킬링타임
- 원수를 사랑하라
- 인어를 위한 수영교실
- 맘마미안
- 무주의 맹시
- 라일락 200%
- 오로지 너를 이기고 싶어
- 스터디 그룹
- 먹이
- 나를 바꿔줘
- 9등급 뒤집기
- 난약
- 소심한 팔레트
- 가타부타타
- 이두나!
- 더 복서
- 방탈출
- 커넥트
- 저세상 클라스!
- 사신소년
- 인생존망
- 탑코너
- 정년이

## 목록(2020~현재)

### 2020년
- 5kg을 위하여
- 숲속의 담
- 각자의 디데이
- 피와 나비
- 당신의 향수
- 평화 선도부
- 마녀와 용의 신혼일기
- 사장님을 잠금해제
- 나쁜 쪽으로
- 도플갱어의 게임
- 바이러스 x
- 던전 씹어먹는 아티펙트
- 데드퀸
- 어글리후드
- 푸른사막 아아루
- 곱게 키웠더니, 짐승
- 로어 올림푸스
- 빌드업
- 여성 전용 헬스장 진달래짐
- 소녀 180
- 신비
- 아는 여자애
- 여주실격!
- 집사레인저
- 싸움독학
- 시월드 판타지
- 남자주인공의 여자사람친구입니다
- 노답소녀
- 빅맨
- 독립일기
- 동트는 새벽
- 전지적 독자 시점
- 엔딩 후 서브남을 주웠다
- 집사레인저
- 필살VS로맨스
- 이번 생도 잘 부탁해
- 하루만 네가 되고 싶어
- 호랑이 들어와요
- 헬로맨스
- 청춘 블라썸
- 남주의 첫날밤을 가져버렸다
- 잉여특공대
- 후기
- 맘마미안
- 하렘의 남자들
- 순정말고 순종
- 살아남은 로맨스
- 함부로 대해줘

### 2021년
- 화산귀환
- 세기말 풋사과 보습학원
- 정글쥬스
- 급식아빠
- 성스러운 아이돌
- 마지막 지수
- 루커피쳐
- 그개, 만두
- 수요웹툰의 나강림
- 구주
- 주님, 악마가 되게 해주세요!
- 네버엔딩달링
- 빨간맛 로맨스
- 혀로 만난 사이
- 짝사랑의 유서
- 어느날 갑자기 서울은
- 호수의 인어
- 사랑의 평강과 온달!
- 사랑의 헌옷수거함
- 물어보는 사이
- 하루의 하루
- 팬시x팬시
- 니나의 마법서랍
- 여우놀이
- 최면학교
- 사실 마법이었던 거임
- 괴물공작의 딸
- 식인귀
- 조조코믹스
- 교환학생
- 히어로 킬러
- 시에라
- 아가사
- 화가 살리에르
- 예쁜 사나이
- 독신마법사 기숙아파트
- 묵시의 인플루언서
- 신군
- 빌런to킬
- 강남도깨비
- 좀비파이트
- 투신전생기
- 엽총 소년
- 마왕까지 한걸음
- 삼매경
- 최후의 금빛 아이
- 달로 만든 아이
- 취향 소개소
- 위 아더 좀비
- 레지나레나 -용서받지 못한 그대에게
- 헤어지면 죽음
- 2022 서브병에 빠지다!
- 오징어도 사랑이 되나요?
- 내 룸메이트는 마네킹
- 아, 쫌 참으세요 영주님!
- 율리

### 2022년
- 짝사랑의 마침표
- 가짜 동맹
- 필생기
- 늑대처럼 홀로
- 한입만!
- 나만의 고막남친
- 미물
- 별을 쫓는 소년들
- 특수청소
- 나쁜 마법사의 꿈
- 그렇고 그런 바람에
- 일상이 무너졌다
- 좋아해 아니 싫어해
- 보듬보듬
- DARK MOON:달의 제단
- 위험한 남편을 길들이는 법
- 베스트 프렌드
- 쓰레기는 쓰레기통에!
- 나의 작은 서점
- 장미같은 소리
- 인과관계
- 쟃빛오름
- 디나운스
- 찌질하지만 로맨스는 하고 싶어
- 멸망 이후의 세계
- 블러드 리벤저
- 어쩌다 보니 천생연분
- 철수와 영희 이야기
- 적월의 나라
- 마법사가 죽음을 맞이하는 방법
- 갓트
- 가족같은 XX
- 진짜 진짜 이혼해
- 오, 친애하는 숙적
- 고백 취소도 되나요?
- 소사이코티
- 키스의 여왕
- 그림자의 밤
- 메모리얼
- 아인슈페너
- 비즈니스 여친
- 낙원의 이론
- 따개비
- 스치면 인연 스며들면 사랑
- 부캐인생
- 벽간소음
- 내남친 킹카만들기
- 입술이 예쁜 남자
- 파운더
- 파견체
- 아마도
- 미니어처 생활백서
- 매지컬 급식
- 멸종위기종인간
- 산의 시간
- 아이돌의 비밀 스터디
- 대학원 탈출일지
- 붉은 이정표
- 결혼공략
- 결백한 사랑은 없다
- 폰투스
- 99강화나무몽둥이
- 6월의 라벤더

## 같이 보기
- 네이버 웹툰
- 연도별 웹툰 목록